# Liang Kai
Liang Kai (chiń. trad. 梁楷; pinyin Liáng Kǎi, ur. ok. 1140 w Shandongu, zm. ok. 1210) – chiński malarz z czasów dynastii Song, uznawany za jednego z najwybitniejszych przedstawicieli malarstwa chan.
Osiągnął wysoką pozycję jako malarz pałacowy w cesarskiej Akademii Malarstwa na dworze w Lin’an (dzis. Hangzhou) cesarza Ningzonga (panował w latach 1195–1224), który nadał mu rangę Malarza na Służbie i odznaczył Złotym Sznurem. Tytuły jego wczesnych obrazów sugerują, że podejmował typowe tematy dla swej epoki (np. Konfucjusz śniący o księciu Zhou czy Luohanowie). Z nieznanych powodów opuścił jednak dwór, zamieszkał w świątyni Liutong Si i od tego czasu zajmował się głównie malarstwem inspirowanym filozofią buddyzmu chan.
Większość z zachowanych prac znajduje się w Japonii; ich autorstwo nie jest pewne, ale przypisywane mu dzieła odpowiadają zarówno stylem, jak i poziomem rzemiosła malarstwu chińskiego uczonego z tej epoki. Choć nie ma dowodów, by Liang Kai złożył śluby zakonne, jego najwybitniejsze dzieła należą do szkoły malarskiej chan. Łączą one prostotę formy, świeżość inspiracji, są zwięzłe i pozbawione śladów wirtuozerii. Artysta pokazywał tematy proste (np. czynności codzienne jak na obrazie Szósty Patriarcha rąbie bambus), szkicując je kilkoma dynamicznymi kreskami, kontrastującymi z białym, pustym tłem. O ile pierwszy obraz ukazuje cenioną przez chan koncentrację nawet na najbanalniejszych czynnościach, drugi obraz z kompletu — Szósty Patriarcha drący sutry — pokazuje mnicha w akcie obrazoburczym dla wysoko ceniących słowo pisane i mądrości starożytnych Chińczyków. Nawiązuje to do filozofii „bezpośredniego przekazu”, spontaniczności i nieprzywiązywaniu się do tradycji, na której opierała się nauka chan; obie postacie namalowane są równie prosto i dynamicznie.
O jego obrazie przedstawiającym wielkiego poetę dynastii Tang Li Baia, Laurence Sickman i Aleksander Soper napisali, że dzieło to uosabia „szczyty, jakie można osiągnąć w skrótowym stylu monochromatycznym w tuszu, kiedy technikę tę stosuje geniusz”.

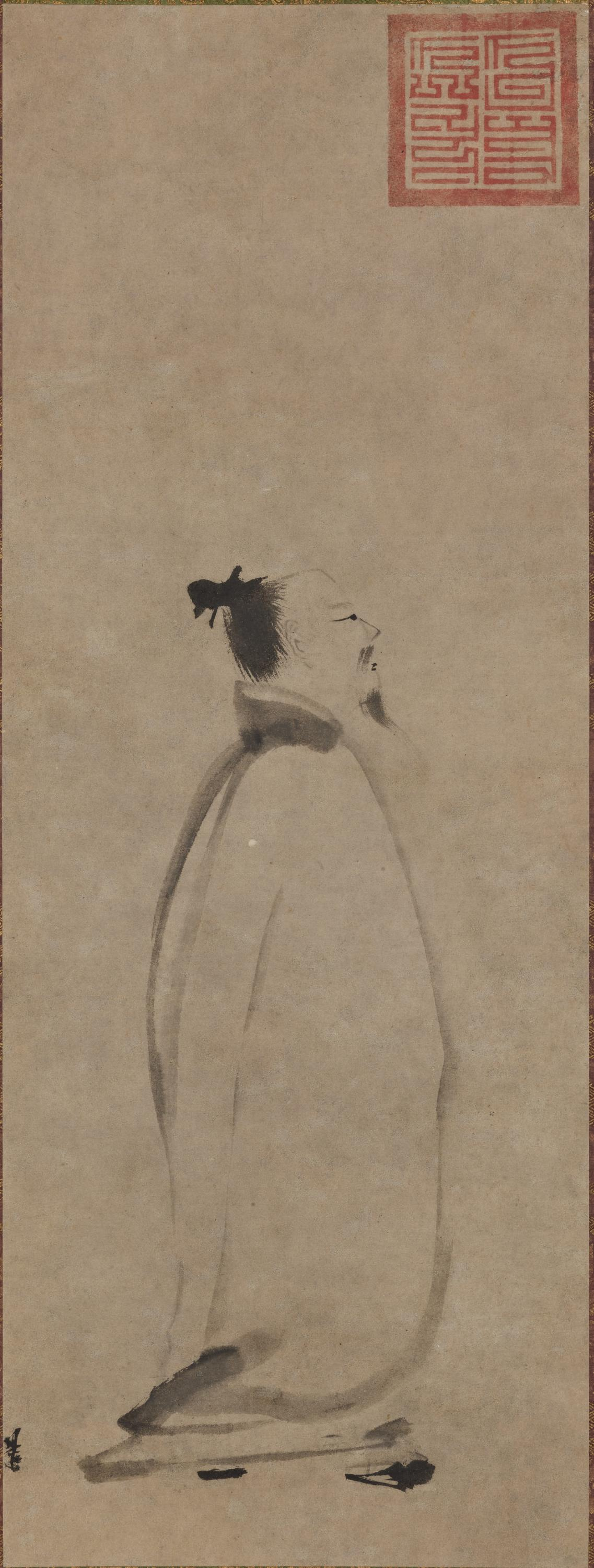
Li Bai. Muzeum Narodowe w Tokio
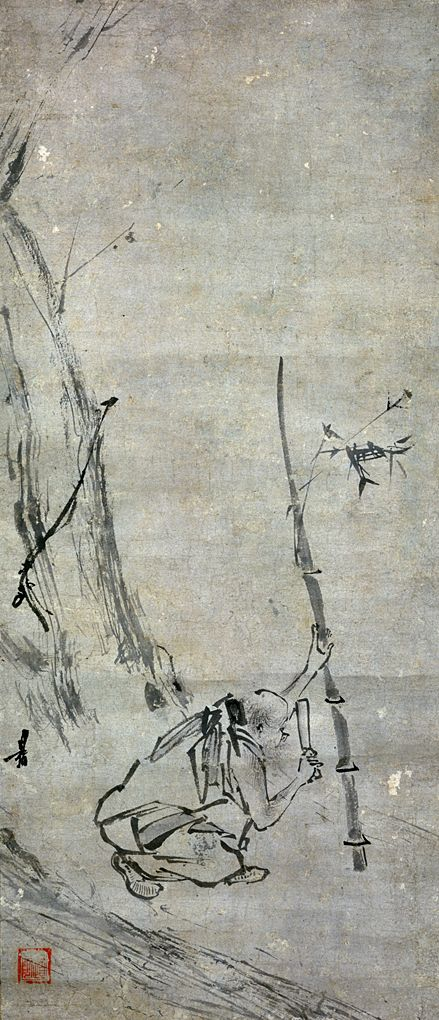
Szósty Patriarcha rąbie bambus. Muzeum Narodowe w Tokio
Pijany nieśmiertelny. Narodowe Muzeum Pałacowe w Tajpej
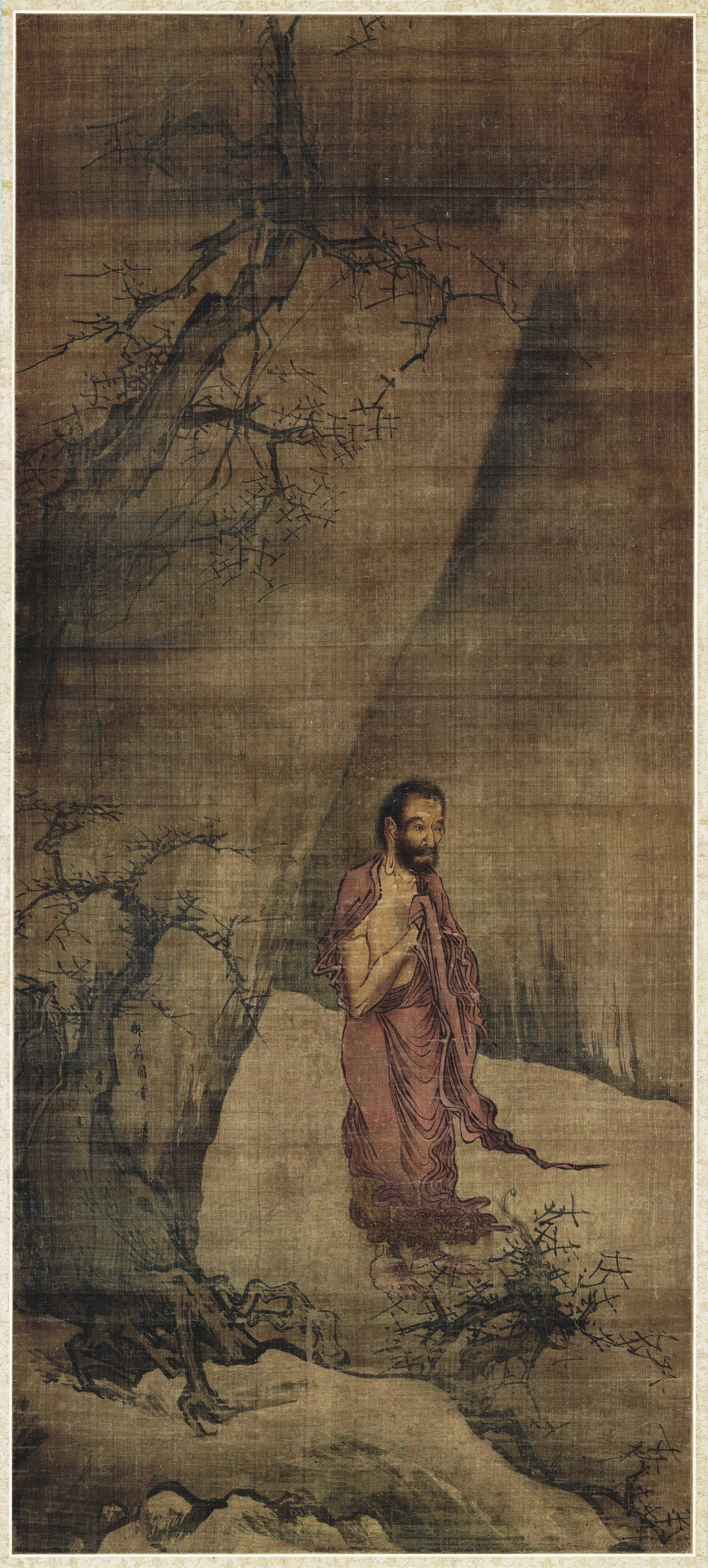
Budda Siakjamuni opuszczający góry. Muzeum Narodowe w Tokio